# Dīmītrīs Sialmas
Dīmītrīs Sialmas (in greco Δημήτρης Σιαλμάς?; Atene, 19 giugno 1986) è un calciatore greco, attaccante svincolato.

## Carriera
Ha giocato nella massima serie dei campionati greco, azero e rumeno.